# Soavinandriana
Soavinandriana är en ort i Madagaskar.   Den ligger i regionen Itasyregionen, i den centrala delen av landet, 90 km väster om huvudstaden Antananarivo. Soavinandriana ligger 1 500 meter över havet och antalet invånare är 40 453.
Terrängen runt Soavinandriana är huvudsakligen lite kuperad. Soavinandriana ligger uppe på en höjd. Runt Soavinandriana är det ganska tätbefolkat, med 93 invånare per kvadratkilometer. Det finns inga andra samhällen i närheten. Omgivningarna runt Soavinandriana är huvudsakligen savann.